# Amazona rhodocorytha
L'amazzone cigliarosse (Amazona rhodocorytha) è un uccello della famiglia degli Psittacidi.
Si tratta di una specie piuttosto rara sia in natura sia in cattività. Caratteristica tipicizzante è la testa che presenta redini gialle e penne della fronte e della corona arancio-gialle bordate di verde; le guance sono soffuse di azzurro. La taglia è attorno ai 34 cm.
Vive nel Brasile centro-orientale, nelle province di Alagoas, Bahia, Minas Gerais, Santo Spirito e Rio de Janeiro.